# Marc Corneli Maluginense (cònsol)
Marc Corneli Maluginense (llatí: Marcus Cornelius M. F. Maluginensis) va ser un magistrat romà.
Va ser cònsol l'any 436 aC junt amb Papiri Cras. Durant el seu mandat es va escampar una epidèmia a Roma i es van suspendre totes les operacions militars contra Veïs i els faliscs. La malaltia es va anar estenent i el poble romà va iniciar un període d'oracions públiques sota la direcció dels decemvirs.